# Wola Korytnicka
Wola Korytnicka – wieś w Polsce położona w województwie mazowieckim, w powiecie węgrowskim, w gminie Korytnica. Ma status sołectwa.
Wieś królewska Wola Korycka położona była w drugiej połowie XVI wieku w powiecie liwskim ziemi liwskiej województwa mazowieckiego. W latach 1975–1998 miejscowość administracyjnie należała do województwa siedleckiego.
Wierni kościoła rzymskokatolickiego należą do parafii św. Wawrzyńca w Korytnicy.

## Historia
Wieś o rodowodzie średniowiecznym. Pierwotnie własność królewska pod nazwą Wola Korycka. Od połowy XVII do połowy XIX wieku miejscowość była własnością prywatną i wchodziła w skład starostwa niegrodowego korytnickiego. Znajdował się tutaj folwark.
W latach 1849–1898 w Woli Korytnickiej mieszkał i gospodarował pisarz Klemens Junosza Szaniawski. W okresie międzywojennym i w czasie II wojny światowej majątek ziemski we wsi należał do rodziny Małkowskich. Mieszkali tutaj: polityk i lider PSL „Wyzwolenie”, doktor Adam Małkowski oraz profesor Uniwersytetu Stefana Batorego w Wilnie, Stanisław Małkowski. W 1944 roku w Woli Korytnickiej urodził się działacz opozycji demokratycznej w okresie Polskiej Rzeczypospolitej Ludowej, ksiądz Stanisław Olaf Małkowski.

## Pomniki przyrody
W centrum wsi w pobliżu budynku remizy strażackiej zachowała się dawna aleja dworska wysadzana 156 lipami drobnolistnymi, która prowadziła w przeszłości do zabudowań gospodarczych i domu rodziny Małkowskich.